# The Racket
The Racket ist ein US-amerikanischer Kriminal- und Gangsterfilm von Lewis Milestone aus dem Jahr 1928. Der Stummfilm gilt als ein Vorläufer des in den 1940er-Jahren aufkommenden Film noir.

## Handlung
Der ehrbare Polizeioffizier Captain James McQuigg wird zu einem unerbittlichen Rivalen des mächtigen Schwarzhändlers Nick Scarsi, obwohl seine Ermittlungen diesem nichts anlasten können, weil Scarsi und seine Organisation korrupte Polizisten und Richter kontrollieren. Als Scarsi McQuigg nicht einschüchtern kann, wird dieser in ein ruhiges Polizeirevier in einem Vorort versetzt.
McQuigg setzt seinen Kampf durch einen „Krieg der Worte“ mit Hilfe von einigen Zeitungsreportern fort. Der Kampf spitzt sich zu als Scarsis jüngerer Bruder Joe wegen eines Fahrerfluchtvergehens in McQuiggs Revier festgenommen wird und dies einen komplexen Plan in Gang setzt, um die Bande zu Fall zu bringen. McQuigg benutzt dabei neben den Reportern auch einer Nachtclub-Sängerin, die bevorstehenden Wahlen und letztlich auch Scarsis eigene Organisation.

## Auszeichnungen
Bei der ersten Oscarverleihung 1929 war der Film in der Kategorie bester Film nominiert, unterlag jedoch gegen den Kriegsfilm Flügel aus Stahl von William A. Wellman.

## Kritik
Variety fasste zusammen, dass hier eine gute Handlung mit guter Regie, inklusive großartiger Besetzung und ohne doofes Supervision dazu führen, dass ein großartiger Film im zwielichtigen Milieu entstanden ist.